# 代增二
摩羯座41，又名CD-2317057，HD 206356、SAO 190559、HR 8285，是摩羯座的一颗恒星，视星等为5.24，位于銀經27.21，銀緯-47.22，其B1900.0坐标为赤經21h 36m 19.1s，赤緯-23° -47.22′ 55″。